# Januar 2004
Portal Geschichte | Portal Biografien | Aktuelle Ereignisse | Jahreskalender | Tagesartikel

◄ |
20. Jahrhundert |
21. Jahrhundert

◄ |
1970er |
1980er |
1990er |
2000er
| 2010er | 2020er | 2030er | ►

◄ |
2000 |
2001 |
2002 |
2003 |
2004
| 2005 | 2006 | 2007 | 2008 | ►

◄ |
Oktober 2003 |
November 2003 |
Dezember 2003 |
Januar 2004 |
Februar 2004 |
März 2004 |
April 2004 |
►
Dieser Artikel behandelt tagesbezogene Nachrichten und Ereignisse im Januar 2004.

## Tagesgeschehen

### Donnerstag, 1. Januar 2004

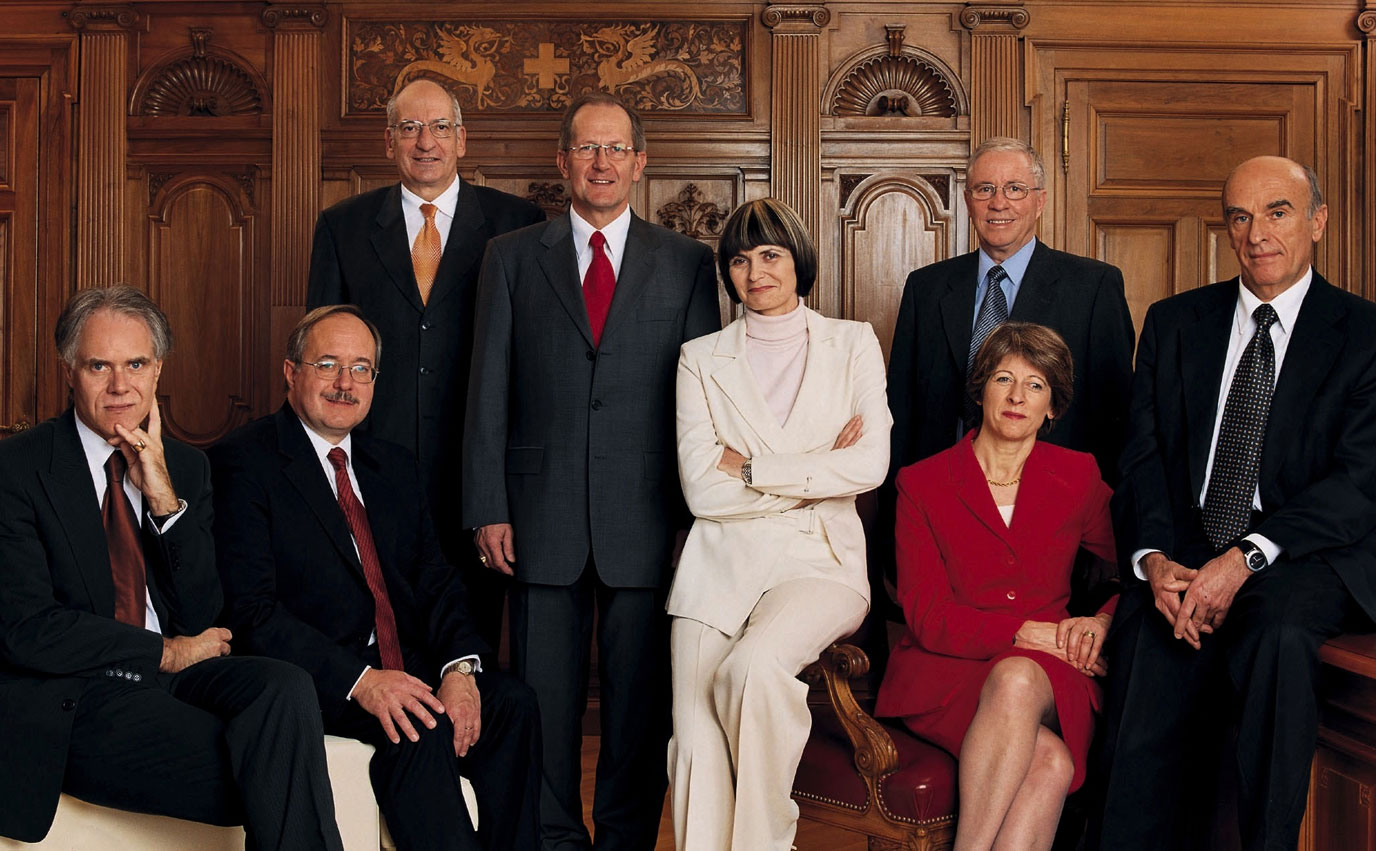
Schweizer Bundesrat 2004, Vierter von links: Joseph Deiss

- Berlin/Deutschland: Etwa 800.000 bis eine Million Menschen erleben das Neujahr auf der größten deutschen Silvesterparty am Brandenburger Tor.[1]
- Bern/Schweiz: Der CVP-Politiker Joseph Deiss tritt sein Amt als Bundespräsident an.[2]
- Brüssel/Belgien: Auf Verpackungen für Tabakprodukte und bei deren Bewerbung dürfen die irreführenden Bezeichnungen „light“ und „mild“ in der Europäischen Union nicht mehr verwendet werden.[3]
- Dublin/Irland: Die Präsidentschaft im Rat der Europäischen Union geht turnusgemäß an Irland. Ministerpräsident Bertie Ahern äußert sich zuversichtlich zu künftigen Aufgaben, wenngleich er sagt, nicht damit gerechnet zu haben, dass die Verabschiedung der geplanten Europäischen Verfassung in die Zeit seiner Präsidentschaft fallen würde.[4]
- New York/Vereinigte Staaten: Algerien, Benin, Brasilien, die Philippinen und Rumänien werden neue nichtständige Mitglieder im Sicherheitsrat der Vereinten Nationen.[5]
- Port-au-Prince/Haiti: Am 200. Unabhängigkeitstag kommt es zu schweren Unruhen, die mit Schüssen auf den Präsidenten Jean-Bertrand Aristide und seinen zu Besuch weilenden südafrikanischen Amtskollegen Thabo Mbeki beginnen. Polizisten schießen daraufhin Tränengas in die Menge und verletzen mindestens acht Menschen.[6]

### Samstag, 3. Januar 2004
- Scharm asch-Schaich/Ägypten: Eine Passagiermaschine der ägyptischen Fluggesellschaft Flash Airlines vom Typ Boeing 737 mit 148 Menschen an Bord stürzt, wahrscheinlich wegen eines technischen Problems, in das Rote Meer. Fast alle Opfer sind französische Urlauber auf dem Weg von Scharm asch-Schaich nach Paris.

### Sonntag, 4. Januar 2004
- Kabul/Afghanistan: Die Loja Dschirga verabschiedet die neue Verfassung von Afghanistan.
- Mars: Nach einer über 480 Millionen Kilometer langen Reise, die sieben Monate dauerte, landet um 5:35 Uhr MEZ die 173 kg schwere Sonde Spirit (MER-A) der Weltraumorganisation NASA südlich des Mars-Äquators im Krater Gusev. Sie soll über drei Monate hinweg nach Spuren von Wasser suchen, und damit nach der Möglichkeit von Leben auf dem Nachbarplaneten der Erde.
- Tiflis/Georgien: Bei der Präsidentschaftswahl entscheiden sich 96 % der Abstimmenden für Micheil Saakaschwili. Sein Amtsvorgänger Eduard Schewardnadse wurde im November 2003 gestürzt.

### Montag, 5. Januar 2004
- Brüssel/Belgien: Der Niederländer Jaap de Hoop Scheffer tritt sein Amt als neuer Generalsekretär des Militärbündnisses NATO an. Er löst den Briten George Robertson ab.[7]
- Brüssel/Belgien, Rom/Italien: Die Sekretärin des Abgeordneten im Europäischen Parlament Gary Titley löst beim Öffnen eines Briefumschlags eine Explosion aus. Funktionsfähige Bomben mit der Post erhielten vor Titley binnen zehn Tagen Romano Prodi, Jean-Claude Trichet und Hans-Gert Pöttering sowie die Behörden Europol und Eurojust. Belgische und niederländische Behörden identifizierten die Region Bologna in Italien als Herkunftsgebiet der Sendungen. In Rom wird eine Europäische Anti-Terror-Einheit zur Bekämpfung des Phänomens gegründet.[8]

### Dienstag, 6. Januar 2004
- Bischofshofen/Österreich: Sigurd Pettersen aus Norwegen gewinnt vor dem Österreicher Thomas Morgenstern die 52. Vierschanzentournee.[9]
- Islamabad/Pakistan: Die Außenminister der Staaten Bangladesch, Bhutan, Indien, Malediven, Nepal, Pakistan und Sri Lanka unterzeichnen ein Freihandelsabkommen. Gemäß der ausgehandelten Erklärung der Länder der Südasiatischen Vereinigung für regionale Kooperation, in denen rund 1,4 Milliarden Menschen leben, sollen spätestens im Jahr 2016 alle Zollschranken gefallen sein.
- Niue: Der Zyklon Heta verwüstet die Pazifikinsel Niue, auf der 1.500 Menschen leben. Mindestens ein Einwohner verliert sein Leben, über 200 werden obdachlos.

### Mittwoch, 7. Januar 2004
- Athen/Griechenland: Staatspräsident Konstantinos Simitis von der sozialistischen Pasok-Partei erklärt seinen Rücktritt als Präsident. Am 7. März sollen Neuwahlen abgehalten werden, um zwischen Georgios A. Papandreou (Pasok) und Oppositionsführer Kostas Karamanlis einen Nachfolger zu ermitteln.

### Donnerstag, 8. Januar 2004

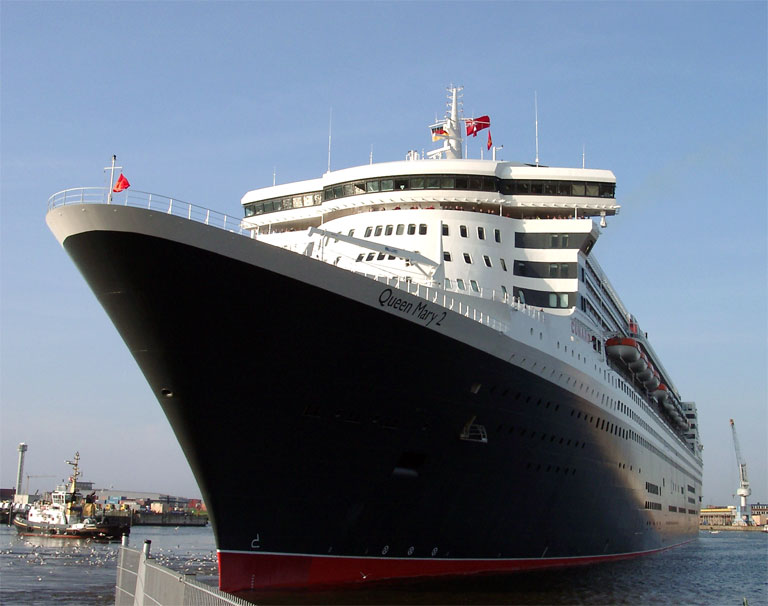
RMS Queen Mary 2

- Teheran/Iran: Religionsführer Ali Chamene'i sieht keine Änderungen in den Beziehungen seines Landes zu den Vereinigten Staaten, auch wenn sein Land nach dem schweren Erdbeben von Bam im Dezember 2003 humanitäre Hilfe aus den USA erhalten habe. Damit reagiert er auf eine Aussage des US-Präsidenten George Bush, der am 1. Januar politische Fortschritte im Iran als Voraussetzung für „engere Beziehungen“ bezeichnete.[10]
- Vereinigtes Königreich: Die Monarchin des Vereinigten Königreichs Elisabeth II. tauft das längste Passagierschiff der Welt auf den Namen RMS Queen Mary 2.

### Freitag, 9. Januar 2004

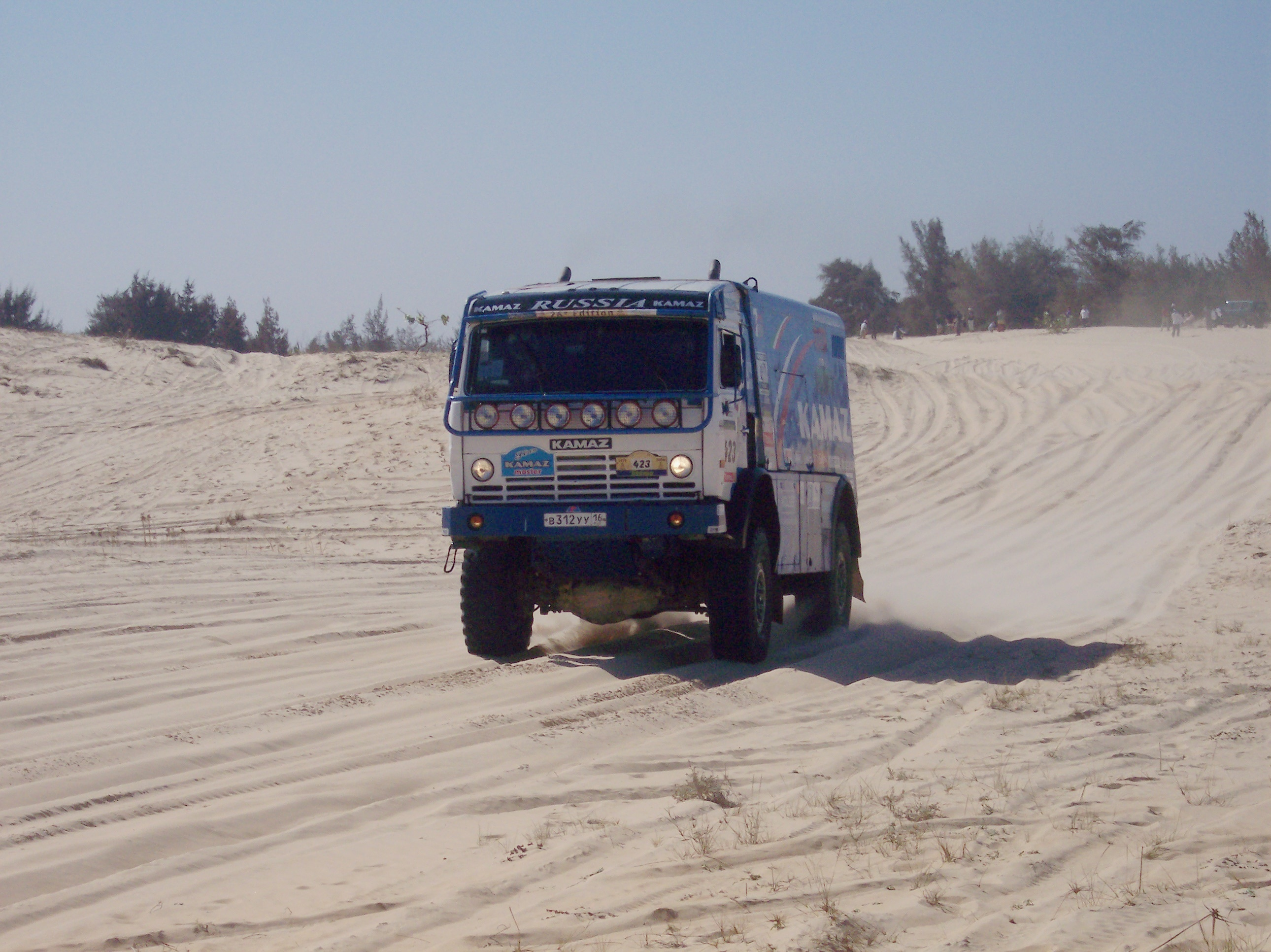
Kamaz-Lkw bei der Rallye Dakar

- Ankara/Türkei: Die Türkei streicht die Todesstrafe vollständig aus dem Strafrecht.
- Bamako/Mali: Die Rallye Dakar wird nach dem Zieleinlauf der aktuellen Etappe für zwei Tage unterbrochen. Es liegen Hinweise auf geplante Entführungen von Fahrern durch militante Gruppen aus Mauretanien vor.[11]
- Salzburg/Österreich: Bundeskanzler Wolfgang Schüssel gibt die Einigung der Koalition über die zweite Etappe der Steuerreform bekannt.

### Samstag, 10. Januar 2004
- Chemnitz/Deutschland: Der Entertainer Hansi Hinterseer gewinnt die Krone der Volksmusik.
- Irak: Soldaten der Dänischen Streitkräfte finden Munitionsreste, die den Verdacht erregen, Nervenkampfstoffe zu enthalten.

### Sonntag, 11. Januar 2004

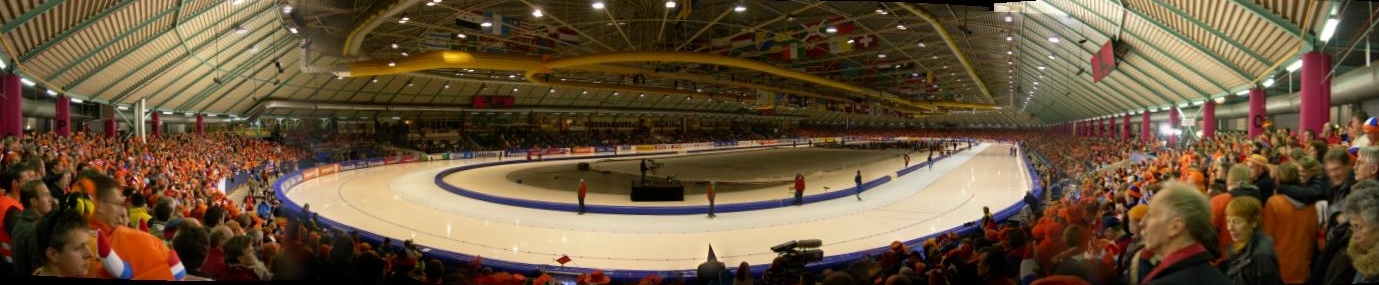
Das Eisstadion Thialf

- Teheran/Iran: Die Gouverneure aller 27 Provinzen drohen Präsident Mohammad Chatami in einem offenen Brief ihren Rücktritt an, wenn der islamische Wächterrat vor der anstehenden Parlamentswahl seine Blockade gegen die Aufstellung von 877 Kandidaten des reformpolitischen Spektrums aufrechterhalte. Für die Verwirklichung ihrer Forderung setzen sie eine Frist von sieben Tagen.
- Heerenveen/Niederlande: Die Eisschnelllauf-Mehrkampfeuropameisterschaft endet. 54 Sportler aus 16 Nationen nahmen am Mehrkampf teil. Den Titel im Kleiner-Vierkampf der Frauen nimmt Anni Friesinger aus Deutschland nach Hause und im Großer-Vierkampf gewinnt Mark Tuitert aus den Niederlanden.

### Montag, 12. Januar 2004
- Brüssel/Belgien: Die Kommission der Europäischen Union plant, die Rechtmäßigkeit der Markenzeichen „Made in Germany“ und „Made in Italy“ zu prüfen. Nach eigenem Bekunden bevorzugt Kommissar Lamy stattdessen die Worte „Made in the European Union“. Aus der deutschen und der italienischen Industrie sind heftige Proteste vernehmbar.

### Dienstag, 13. Januar 2004
- Krefeld/Deutschland: Der ehemalige Bundeskanzler Helmut Kohl erhält den Internationalen Adalbertpreis.
- Taschkent/Usbekistan: Eine Passagiermaschine stürzt beim Anflug auf den Flughafen Taschkent ab. Dabei kommen 36 Menschen ums Leben. Die Behörden nennen schlechte Sicht als mögliche Unglücksursache.

### Mittwoch, 14. Januar 2004
- Guatemala-Stadt/Guatemala: Óscar Berger Perdomo wird als neuer Staatspräsident von Guatemala vereidigt.
- Washington, D.C./Vereinigte Staaten: US-Präsident George W. Bush gibt in einer Rede vor Vertretern der Weltraumorganisation NASA Pläne für die weitere Entwicklung der amerikanischen Raumfahrt bekannt. Zu ihnen gehören die Errichtung einer permanenten Station auf dem Mond und bemannte Flüge zum Mars.

### Donnerstag, 15. Januar 2004

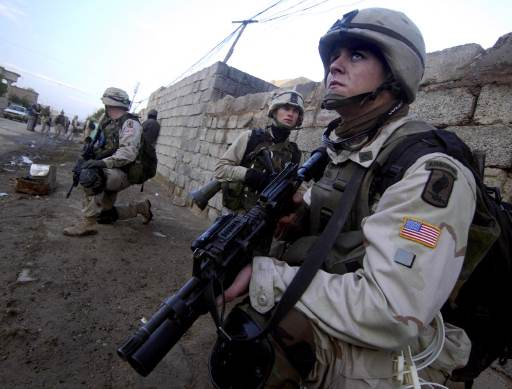
US-Militär im Irak

- Basra/Irak: Mehrere 10.000 Schiiten demonstrieren für die sofortige Abhaltung von Parlamentswahlen im Irak. Sowohl die Vereinten Nationen als auch die Vereinigten Staaten erklären, dass die aktuelle Sicherheitslage gegen die Ansetzung von Wahlen spreche. Als Termin für Parlamentswahlen könne allenfalls der Juli anvisiert werden.

### Freitag, 16. Januar 2004
- Deutschland, Sri Lanka: Der Investitionsschutzvertrag zwischen beiden Staaten tritt in Kraft.[12]
- Huntsville/Vereinigte Staaten: Im Marshall Space Flight Center gibt der Chef der Weltraumorganisation NASA Sean O’Keefe bekannt, dass der nächste Reparaturflug zum Hubble-Teleskop gestrichen wurde, da die Space Shuttles für den weiteren Ausbau der Internationalen Raumstation eingesetzt werden müssen. Negative Auswirkungen auf das Hubble-Nachfolgeprojekt James Webb Space Telescope, das im Jahr 2011 ausgereift sein soll, gelten als wahrscheinlich.
- Mumbai/Indien: Das 4. Weltsozialforum beginnt, mehrere 10.000 Globalisierungskritiker sind außerdem anwesend.

### Samstag, 17. Januar 2004
- Frankfurt am Main/Deutschland: Für die Ausstellungsreihe „Körperwelten“, in welcher der Anatom Gunther von Hagens plastinierte Leichen vorführt, beginnt eine Imagekrise, da ein mittlerweile entlassener Mitarbeiter wissentlich Körper von Hinrichtungsopfern aus der Volksrepublik China in Empfang genommen zu haben scheint.[13]

### Sonntag, 18. Januar 2004
- Addis Abeba/Äthiopien: Der deutsche Bundeskanzler Gerhard Schröder beginnt die erste diplomatische Reise in Länder des afrikanischen Kontinents seiner Amtszeit. Neben Äthiopien will er Ghana, Kenia und Südafrika besuchen.[14]

### Montag, 19. Januar 2004
- Bergen/Norwegen: Der Frachter MS Rocknes kentert vor der norwegischen Küste. Zwölf Personen der rund 30-köpfigen Besatzung können gerettet werden.
- Paris/Frankreich: Die Weltraumorganisation ESA veröffentlicht die ersten Farbfotos ihrer Marssonde Mars Express.

### Dienstag, 20. Januar 2004
- Bagdad/Irak: Seit Tagen finden Demonstrationen für baldige Wahlen und eine Übergabe des von den Streitkräften der Vereinigten Staaten gefangenen ehemaligen Präsidenten Saddam Hussein an irakische Behörden statt.
- Des Moines/Vereinigte Staaten: Die Demokratische Partei führt in Iowa die ersten Vorwahlen für den Nominierungsparteitag ihres Kandidaten bei der Präsidentschaftswahl im November durch. Senator John Kerry gewinnt vor John Edwards und dem als Favorit gehandelten Howard Dean. Der Viertplatzierte Dick Gephardt gibt seine Kandidatur auf.
- Nairobi/Kenia: Präsident Mwai Kibaki empfängt den deutschen Bundeskanzler Gerhard Schröder, der ihm die Verdopplung der deutschen Finanzhilfen zusagt. Das entspräche 50 Millionen Euro in den Jahren 2004 und 2005.
- New York/Vereinigte Staaten: Der Generalsekretär der Vereinten Nationen (UN) Kofi Annan will prüfen lassen, ob vorgezogene Wahlen im Irak noch in diesem Jahr möglich sind. US-Präsident George W. Bush forderte unlängst ein größeres Engagement der UN für die Entwicklung des Irak, sprach sich allerdings gegen die baldige Durchführung von Wahlen aus. Gegenwärtig ist die Sicherheitslage im Irak labil.
- Tetovo/Mazedonien: Mazedonien beschließt per Gesetz die Gründung einer staatlichen Universität in Tetovo.

### Mittwoch, 21. Januar 2004
- Berlin/Deutschland: Das Auswärtige Amt übernimmt die Finanzierung von zwei Justizaufbauprojekten des Max-Planck-Instituts für ausländisches öffentliches Recht und Völkerrecht in Afghanistan.
- Kaiserslautern/Deutschland: Eine nächtliche Gasexplosion in einem fünfgeschossigen Wohn- und Geschäftshaus in der Innenstadt richtet nach ersten Schätzungen einen Schaden von rund 1,5 Millionen Euro an. Die Druckwelle und herumfliegende Gegenstände verletzen zwei Personen und beschädigen viele Gebäude im näheren Umkreis. Zahlreiche Personen werden evakuiert.

### Donnerstag, 22. Januar 2004
- Teheran/Iran: Der Wächterrat der Islamischen Republik lässt zum wiederholten Mal reformorientierte Kandidaten für die Parlamentswahl im Februar zu, deren Aufstellung er bislang boykottierte, und gibt damit dem Druck der Regierung unter Mohammad Chatami nach, die von Abgeordneten und von Provinzgouverneuren zum Handeln aufgefordert wurde.
- Xinjiang/China: Tausende Menschen aus der Umgebung eines Staudamms werden evakuiert, weil aus einem 8 m² großen Loch in der Staumauer Wasser schießt, das Äcker und Häuser überflutet. Die Behörden im zu dieser Zeit sehr kalten Xinjiang melden, dass sie bisher keine durch den Vorfall bedingten Personenschäden registrierten.

### Freitag, 23. Januar 2004
- Darmstadt/Deutschland: Die Weltraumorganisation ESA gibt bekannt, dass Instrumente ihrer Raumsonde Mars Express auf der Suche nach Wasserdampf in der Atmosphäre des Mars' fündig wurden. Zudem ließen andere Messdaten auf Eisvorkommen am Südpol des Nachbarplaneten der Erde schließen.
- Madras/Indien: Bei einem Brand in einem Festsaal kommen bis zu 45 Gäste einer Hochzeitsfeier ums Leben. Auch der Bräutigam stirbt bei dem Feuer. Mehr als 100 weitere Personen erleiden Verletzungen.
- Neu-Delhi/Indien: Atal Bihari Vajpayee empfängt als erster Premierminister Rebellen aus der Region Kaschmir, die eine Loslösung dieses Landesteils von Indien anstreben. Das Gespräch soll der Beendigung der militärischen Auseinandersetzungen zwischen Rebellen und nationalen Streitkräften dienen.

### Samstag, 24. Januar 2004
- Accra/Ghana: Der deutsche Bundeskanzler Gerhard Schröder beendet seine Afrika-Reise.
- Berlin/Deutschland: Bundeswirtschaftsminister Wolfgang Clement (SPD) entlässt den Leiter der Bundesagentur für Arbeit Florian Gerster, gegen den Vorwürfe im Raum stehen, interne Protokolle verfälscht zu haben.[15]
- Eisenberg/Deutschland: Ein Busunglück in Thüringen fordert drei Menschenleben.
- Radès/Tunesien: Gastgeber Tunesien gewinnt das Eröffnungsspiel der 24. Fußball-Afrikameisterschaft 2:1 gegen Ruanda.[16]
- Stuttgart/Deutschland: Der Historiker Joachim Fest, Forschungsschwerpunkt Adolf Hitler, erhält den Eugen-Bolz-Preis.
- Stuttgart/Deutschland: Mit einem Einsatz von 3,75 Euro erzielt eine Frau aus Baden-Württemberg den bisher höchsten Lottogewinn in Deutschland: 20.233.178,20 Euro.

### Sonntag, 25. Januar 2004

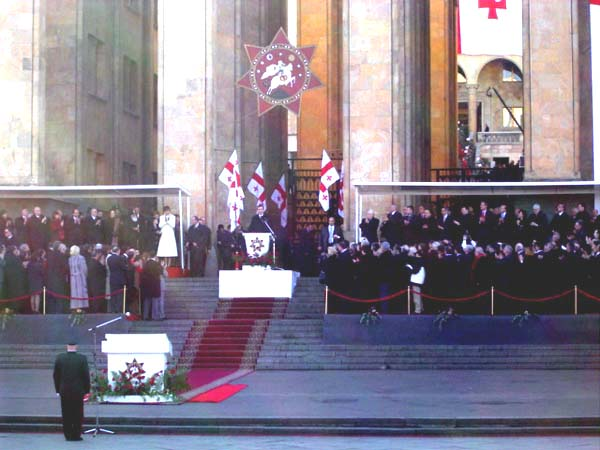
Amtseinführung von Micheil Saakaschwili

- Davos/Schweiz: Am Rande des Weltwirtschaftsforums greifen Rechtsextreme demonstrierende Globalisierungskritiker an.
- Pasadena/Vereinigte Staaten: Die Weltraumorganisation NASA meldet, dass die Raumsonde Opportunity (MER-B) auf dem Mars gelandet ist. Opportunity und ihre Schwestersonde Spirit (MER-A) gehören zur Mission Mars Exploration Rover.
- Tiflis/Georgien: Micheil Saakaschwili wird als neuer Staatspräsident vereidigt.

### Montag, 26. Januar 2004
- Berlin/Deutschland: Das Abgeordnetenhaus des Landes Berlin beschließt ein neues Schulgesetz, das im Februar 2004 in Kraft treten soll.
- Vereinigte Staaten: Eine Richterin erklärt Teile des Patriot Acts der Regierung George W. Bush für verfassungswidrig. Das Justizministerium erwägt die Möglichkeit des Einspruchs gegen diese Feststellung.
- Weltweit verbreitet sich der Computerwurm Mydoom und führt über mehrere Stunden zu einer durchschnittlichen Verlangsamung des Internetverkehrs um 10 %. Die Ladezeit von Webdokumenten verdoppelt sich.

### Dienstag, 27. Januar 2004
- Guangdong/China: Die chinesische Regierung meldet den Ausbruch der Vogelgrippe H5N1 in der südchinesischen Provinz Guangdong. China ist bereits das zehnte Land, in dem Vogelgrippe-Fälle verzeichnet werden.

### Mittwoch, 28. Januar 2004
- London/Vereinigtes Königreich: Im Hutton-Bericht spricht die Untersuchungskommission zur Klärung der Umstände des Selbstmords des Biowaffenexperten David Kelly im Juli letzten Jahres die britische Regierung unter Tony Blair frei von jeglicher Mitschuld. Kelly sagte einst dem Rundfunkveranstalter BBC anonym, dass die Regierung Blair die Bedrohungslage durch mögliche Massenvernichtungswaffen des Irak übertrieben ernst darstelle. Daraufhin drängte die Regierung die BBC, ihre Quelle zu offenbaren, und wenig später wurde Kelly tot aufgefunden.[17]

### Donnerstag, 29. Januar 2004
- Deutschland: Die Filmkomödie Samba in Mettmann startet in den Kinos. Der Film basiert auf dem Drehbuch von Hape Kerkeling und Angelo Colagrossi. Die Premiere erfolgte drei Tage vorher in Essen, die Publikumspremiere am Vortag in Mettmann.[18]

### Freitag, 30. Januar 2004
- Nanterre/Frankreich: Das Landgericht befindet den früheren Ministerpräsidenten Alain Juppé der Korruption für schuldig und verurteilt ihn zu 18 Monaten Haft auf Bewährung. Die Ausübung politischer Ämter wird Juppé für zehn Jahre verboten. Dieser kündigt an, in Berufung zu gehen.[19]
- Rotenburg an der Fulda/Deutschland: Armin Meiwes, der im Jahr 2001 eigenen Angaben zufolge einen Mann mit dessen Einwilligung zeremoniell umbrachte und dann verspeiste, wird wegen Totschlags zu achteinhalb Jahren Haft verurteilt.

### Samstag, 31. Januar 2004
- Peking/China: Die chinesische Regierung beschließt nach weiteren Nachweisen der Vogelgrippe H5N1 für Geflügel aus mehreren südlichen Provinzen ein Exportverbot.

## Weblinks

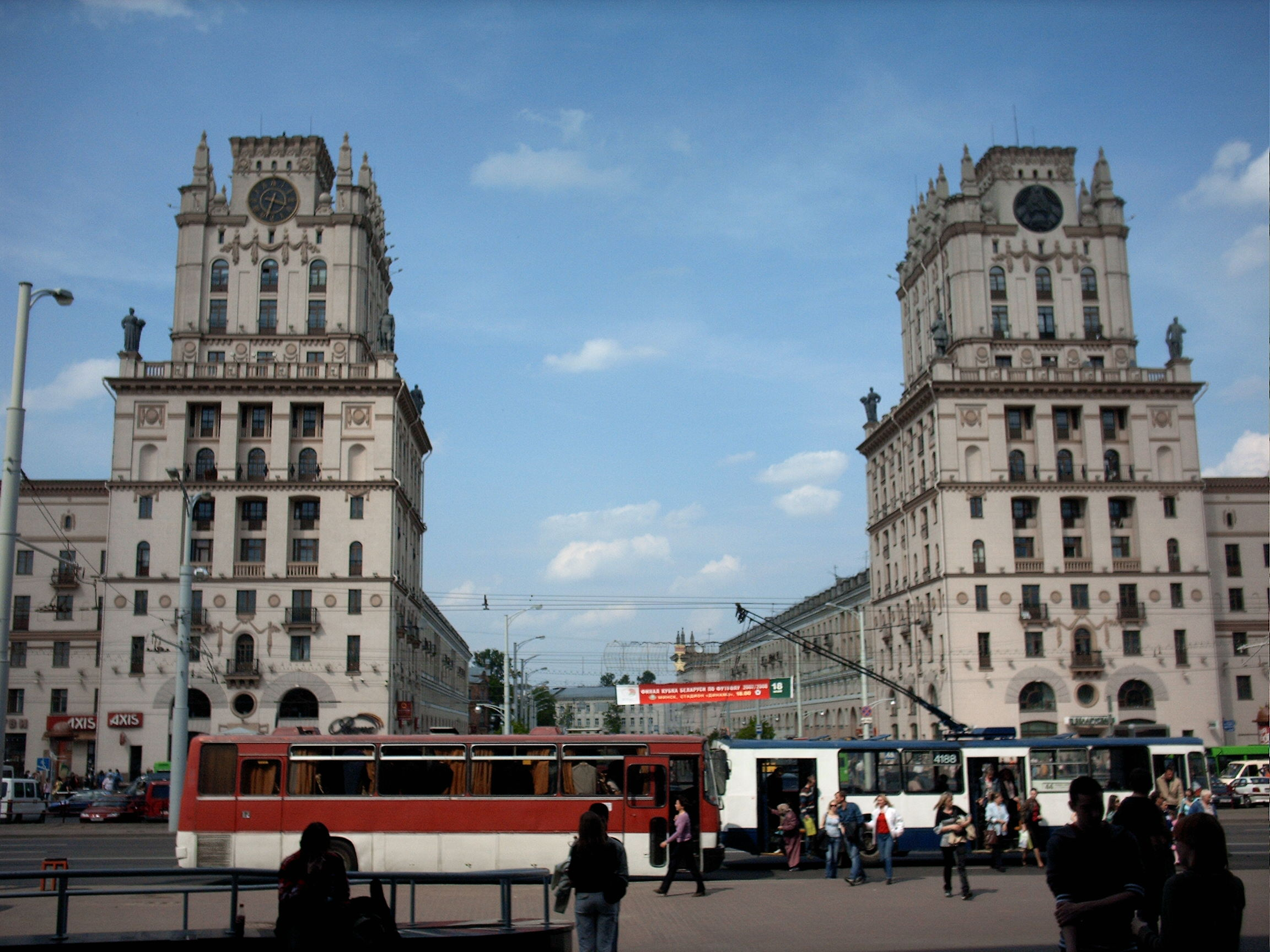
Minsk im Januar 2004